# Abu Hasszán
Az Abu Hasszán (németül Abu Hassan) Carl Maria von Weber egyfelvonásos daljátéka (singspiel). Librettója Az Ezeregyéjszaka meséi egyik elbeszélése alapján íródott. Ősbemutatójára 1811. június 4-én került sor a müncheni Hoftheaterben. Magyarországon 1882. január 26-án mutatták be a pesti Német Színházban.

## Szereplők
| Szereplő                       | Hangfekvés    |
| ------------------------------ | ------------- |
| Harun al Raschid kalifa        | próza         |
| Zobeide, a felesége            | néma szereplő |
| Abu Hasszán, a kalifa kegyence | tenor         |
| Fatime, a felesége             | szoprán       |
| Omar, a pénzváltó              | basszus       |
| Mesrur, akalifa kincstárnoka   | bariton       |
| Zemrud, Fatime szobalánya      | szoprán       |

## Cselekmény
Helyszín: Bagdad
Idő: mesebeli időkben
Abu Hasszán és felesége vidáman élnek hitelezőik zsebére, végül azonban valamennyi pénzforrásuk kiapad. Csak kenyér és víz akad a háznál. Omar segítene rajtuk, ha Fatime hajlana egy kis szerelmeskedésre. Fatime azonban hajthatatlan, így Abu Hasszán kénytelen cselhez folyamodni. Udvari szokás, hogy ha valaki meghal, özvegye nagyobb összeget kap temetésére és szép darab brokátot a halott felöltöztetéséhez. Abu Hasszán kieszeli, hogy Fatime jelentse Zobeidének az ő halálhírét, és ő majd a kalifának jelenti Fatime halálát. Közben Omarral az élen berohannak a hitelezők: pénz vagy a börtön! Hasszán ügyesen kivágja magát, sőt Omarral aláíratja az adósleveleket, így most már csak egy embernek tartoznak. Amikor a hitelezők elvonulnak, visszaérkezik Fatime a pénzzel és a brokáttal. Most indul Hasszán a kalifához, addig Omar visszaoson és ostromolja Fatimét, és egy csókjáért felkínálja az adósleveleket. Fatime ravaszul húzza az időt, míg Hasszán visszatér, akkor a megszeppent öreg uzsorást bezárja a szomszéd szobába, és férjével parázs féltékenységi jelenetet rögtönöz. Omar majd szörnyethal a félelemtől. Ekkor Mesrur közeledik, Fatimét a kerevetre fekteti Hasszán, és letakarja a brokáttal. Mesrur közli, hogy a kalifa fogadott asszonyával, ki halt meg, Hasszán vagy a felesége. Hasszán él, tehát a kalifa nyert. Mesrur elsiet. Most jön Zobeide komornája. Hasszán helyet cserél Fatiméval. Amikor minden ilyen szépen összebonyolódott, janicsárzene hangjaira megjelenik a kalifa és felesége. Ekkor már mindketten a kereveten fekszenek letakarva, ki-ki a maga leplével. A kalifa csodálkozva néz körül, és felajánl ezer aranyat annak, aki meg tudja mondani, hogy melyikük halt meg előbb. Hasszán ennek nem bír ellenállni, felugrik, és így kiált: én haltam meg először. Majd Fatime is „feltámad”, és együtt esdenek bocsánatért. Omar is megjelenik dühöngve, de a kalifa kidobatja, kedvenceinek megbocsát, megkapják az ezer aranyat, és a jelenlevők a kalifát dicsőítő éneke mellett ér véget a derűs játék. 

## Az opera főbb zeneszámai
- Liebes Weibchen, reicher Wein – Abu és Fatime kettőse
- Ich gebe Gastereien – Abu Hasszán áriája
- Tränen, Tränen sollst du nicht vergießen – Abu és Fatime kettőse
- Wird Philomele trauern – Fatime lamentója
- Siehst du die große Menge – Omar és Fatime kettőse